# Primeira Divisão de Hóquei em Campo Feminino
Campeonato Português de Hóquei em Campo Feminino
O Hóquei em campo Feminino (English: Women’s Field Hockey), é um desporto que foi praticado por duas equipas de 7 jogadoras entre 1999/2000 até 2004/05, de 9 jogadoras entre 2005/06 até 2007/08, de 11 jogadoras entre 2008/09 até 2013/14 e reduzido novamente a 9 jogadoras em 2014/15. Um jogo divide-se em duas partes de 30 minutos, com 7 minutos e 30 segundos de intervalo ao meio-tempo, o objetivo do jogo é tentar marcar o maior número de golos possíveis, conduzindo a bola por intermédio de um stick. O jogo foi "criado" pelos ingleses em finais do século XIX (embora a tradição remonte a sua origem à Pérsia de há alguns milênios). Este Campeonato e organizado pela FPH (Federação Portuguesa de Hóquei).

## Campeões
| Campeonato Português da Primeira Divisão de Hóquei em Campo Feminino | Campeonato Português da Primeira Divisão de Hóquei em Campo Feminino | Campeonato Português da Primeira Divisão de Hóquei em Campo Feminino | Campeonato Português da Primeira Divisão de Hóquei em Campo Feminino |
| Época                                                                | Campeão                                                              | Resultados                                                           | Finalista Vencido                                                    |
| -------------------------------------------------------------------- | -------------------------------------------------------------------- | -------------------------------------------------------------------- | -------------------------------------------------------------------- |
| 2019-20                                                              |                                                                      |                                                                      |                                                                      |
| 2018-19                                                              | GD Viso                                                              | Grupo stage                                                          | Lisbon Casuals HC                                                    |
| 2017-18                                                              | GD Viso                                                              | 3 - 2                                                                | Lisbon Casuals HC                                                    |
| 2016-17                                                              | Lisbon Casuals HC                                                    | Grupo stage                                                          | GD Viso                                                              |
| 2015-16                                                              | Lisbon Casuals HC                                                    | 3 - 0                                                                | GD Viso                                                              |
| 2014-15                                                              | SC Porto                                                             |                                                                      |                                                                      |
| 2013-14                                                              | SC Porto                                                             |                                                                      |                                                                      |
| 2012-13                                                              | SC Porto                                                             |                                                                      |                                                                      |
| 2011-12                                                              | SC Porto                                                             |                                                                      |                                                                      |
| 2010-11                                                              | AD Lousada                                                           |                                                                      |                                                                      |
| 2009-10                                                              | Ramaldense FC                                                        |                                                                      |                                                                      |
| 2008-09                                                              | AD Lousada                                                           |                                                                      |                                                                      |
| 2007-08                                                              | AD Lousada                                                           |                                                                      |                                                                      |
| 2006-07                                                              | CAMIR                                                                |                                                                      |                                                                      |
| 2005-06                                                              | Ramaldense FC                                                        |                                                                      |                                                                      |
| 2004-05                                                              | Ramaldense FC                                                        |                                                                      |                                                                      |
| 2003-04                                                              | G Dramático Sportivo de Cascais                                      |                                                                      |                                                                      |
| 2002-03                                                              | Ramaldense FC                                                        |                                                                      |                                                                      |
| 2001-02                                                              | G Dramático Sportivo de Cascais                                      |                                                                      |                                                                      |
| 2000-01                                                              | G Dramático Sportivo de Cascais                                      |                                                                      |                                                                      |
| 1999-00                                                              | CF Os Belenenses                                                     |                                                                      |                                                                      |

## Palmarés
| Equipa                          | Títulos | Épocas                                                           |
| ------------------------------- | ------- | ---------------------------------------------------------------- |
| Ramaldense FC                   | 4       | 2002/03 (7x7), 2004/05 (7x7), 2005/06 (9x9), 2009/10 (11x11)     |
| SC Porto                        | 4       | 2011/12 (11x11), 2012/13 (11x11), 2013/14 (11x11), 2014/15 (9x9) |
| AD Lousada                      | 3       | 2007/08 (9x9), 2008/09 (11x11), 2010/11 (11x11),                 |
| G Dramático Sportivo de Cascais | 3       | 2000/01 (7x7), 2001/02 (7x7), 2003/04 (7x7)                      |
| GD Viso                         | 2       | 2017/18 (9x9) 2018/19 (9x9)                                      |
| Lisbon Casuals HC               | 2       | 2015/16 (9x9) 2016/17 (9x9)                                      |
| CAMIR                           | 1       | 2006/07 (9x9)                                                    |
| CF Os Belenenses                | 1       | 1999/2000 (7x7)                                                  |